# Livre d’orgue
Ein Livre d’orgue (französisch für „Orgelbuch“) ist ein Sammelwerk von Orgelkompositionen, wie sie insbesondere von Komponisten aus der französischen Orgelschule der Barockzeit – einer Blütezeit der französischen Orgelmusik – bekannt sind. Bisweilen sind ganze Orgelmessen darin enthalten, neben liturgisch gebundenen Werken aber auch freie. Bekannte veröffentlichte Livres d’orgue aus der Zeit stammen von Guillaume-Gabriel Nivers (1665, 1667, 1675), Nicolas Lebègue (1676, 1678, 1685), Nicolas Gigault (1685), André Raison (1689), Jean-Henri d’Anglebert (1689), Jacques Boyvin (1689), François Couperin (1690), Gilles Jullien (1690) und Nicolas de Grigny (1699). Einige dieser Orgelbücher wurden auch mit Pièces d’orgue (Orgelstücke) o. ä. betitelt, wie die Pièces d’orgue von François Couperin (1690). Von einigen Komponisten stammen gleich mehrere. Die Übergänge zu anderen Tasteninstrumenten – insbesondere dem Cembalo (clavecin) – sind in der Zeit häufig fließend. Auch moderne Komponisten haben Werke unter dem Titel eines Livre d’orgue vereint, wie Olivier Messiaen.

## Werke (Auswahl)
- Jean-Henri d’Anglebert: Pièces de clavecin (1689)
- Jacques Boyvin: Livre d’orgue  (1689, 1700)
- Lambert Chaumont: Livre d’orgue (1695)
- Louis-Nicolas Clérambault (1710): Premier Livre d’orgue contenant deux suites du Ier et du IIe ton Digitalisat
- Michel Corrette: Pièces pour l’orgue dans un genre nouveau
- Jean-François Dandrieu: Livre d’orgue
- Louis-Antoine Dornel: Livre d’orgue (1756)
- Pierre du Mage (1708): Premier livre d’orgue
- Nicolas Gigault (1685)
- Nicolas de Grigny: Livre d’orgue, contenant une messe et les hymnes des principalles festes de l’année (1699) Digitalisat
- Gilles Jullien: Livre d’orgue (1690)
- Nicolas Lebègue: Livre d’orgue (Premier livre de pièces d’orgue) (1676, 1678, 1685)
- Louis Marchand: Livre d’orgue
- Guillaume-Gabriel Nivers: Livre d’orgue (1665, 1667, 1675) Digitalisate
- André Raison: Livre d’orgue (1689)

- Livre d’orgue alsacien
- Le livre d’orgue de Montréal